# Aldeahermosa
Aldeahermosa es uno de los tres núcleos de población que forman el municipio de Montizón en la provincia de Jaén, junto al propio Montizón y a Venta de los Santos. Su población es de 955 habitantes, a 1 de enero de 2020 según el INE.

## Demografía
Evolución de la población
| Gráfica de evolución demográfica de Aldeahermosa entre 2000 y 2019 |
|                                                                    |
| Población de derecho (2000-2019) según el padrón municipal del INE |